# 新市河埠群
新市河埠群位于中国浙江省湖州市德清县新市镇的市河西岸，南自陈家潭，向北沿西河口老街，北至朱家桥，明清时期的驳岸长约1100米，用本地的武康石砌筑，高约2米。河埠共34处，类型多样，包括双落水、单落水等多种造型。集中体现水乡老街之特色。
新市西河口是电影《林家铺子》、《蚕花姑娘》的外景地。2011年列为浙江省文物保护单位。